# Anatol (Schauspiel)

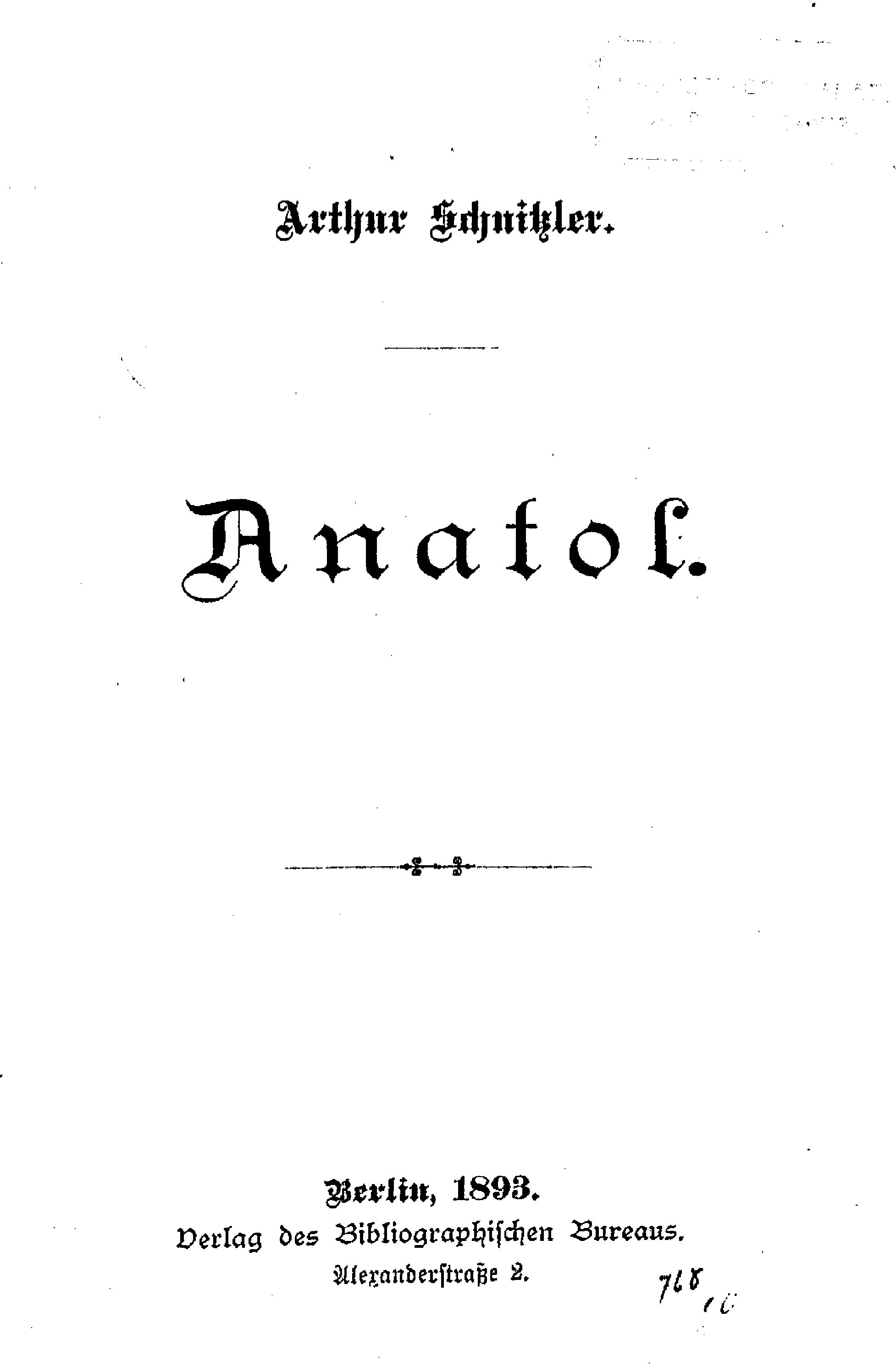

Anatol ist ein Einakter-Zyklus von Arthur Schnitzler. Als Buchausgabe erschien er im Herbst 1892, vordatiert auf das Jahr 1893. Das einleitende Gedicht stammt von Loris, einem Pseudonym des jungen Hugo von Hofmannsthal, der mit Schnitzler befreundet war. Die Stücke wurden einzeln aufgeführt, zu einer gemeinsamen Aufführung kam es erstmals am 3. Dezember 1910 im Deutschen Volkstheater in Wien sowie im Lessingtheater in Berlin.

## Entstehung
Der Zyklus entstand während beinahe eines Jahrzehnts, zwischen 1883 und 1891 und ohne festgelegte Reihenfolge. Für die Erstausgabe ordnete Schnitzler sie nicht nur anders, als sie entstanden waren, sondern wählte auch eine andere Anordnung, als die bisherigen Veröffentlichungen der Texte nahelegten.
| Entstehungsreihenfolge  | Chronologie (Erstdruck) | Erstausgabe             |
| ----------------------- | ----------------------- | ----------------------- |
| Anatols Hochzeitsmorgen | Episode                 | Frage an das Schicksal  |
| Episode                 | Frage an das Schicksal  | Weihnachtseinkäufe      |
| Frage an das Schicksal  | Anatols Hochzeitsmorgen | Episode                 |
| Denksteine              | Denksteine              | Denksteine              |
| Agonie                  | Weihnachtseinkäufe      | Abschiedssouper         |
| Abschiedssouper         | Abschiedssouper         | Agonie                  |
| Weihnachtseinkäufe      | Agonie                  | Anatols Hochzeitsmorgen |

## Inhalt

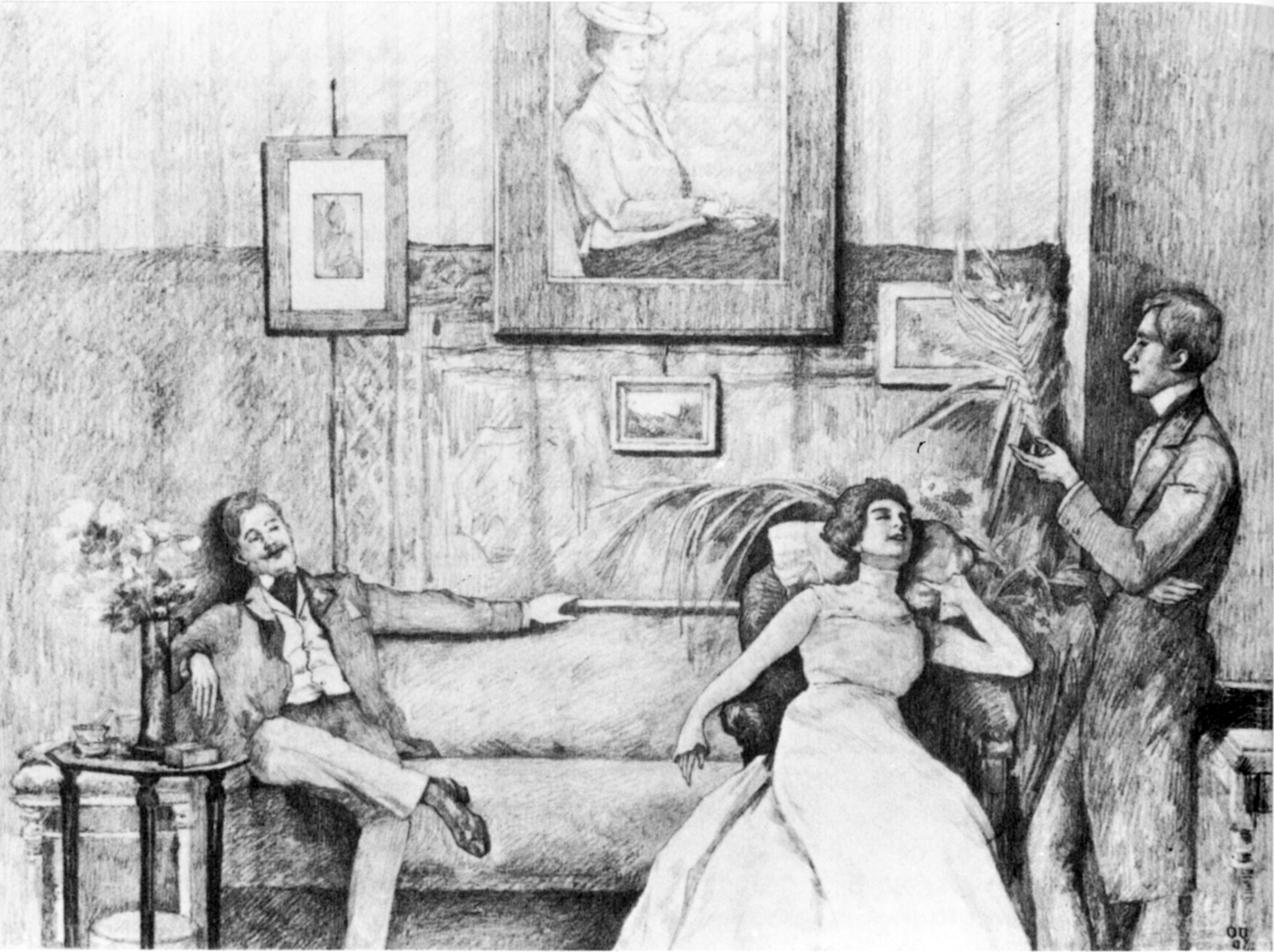
Cora in Hypnose. (Bleistiftzeichnung, Moritz Coschell, 1899)

### Die Frage an das Schicksal
Anatol diskutiert mit seinem Freund Max über das Problem, dass ein Mann niemals sicher wissen kann, ob eine Frau ihm treu ist oder nicht. Er selbst vertritt die These, dass eine Frau – Liebe hin oder her – schon aus ihrer Natur heraus niemals treu sein könne. Auch seine jetzige Geliebte Cora verdächtigt er der Untreue. Die ständige Ungewissheit, gegen die es seiner Meinung nach kein Mittel gibt, macht ihn nahezu verrückt. Max gibt ihm den Ratschlag, es doch mit der Hypnose zu versuchen. Diese Anregung greift Anatol begeistert auf, bietet sie ihm doch die Gelegenheit, seine Zweifel endgültig auszuräumen. Kaum ist der Entschluss gefasst, kann er auch schon umgesetzt werden: Cora kommt nach Hause und bittet Anatol im Gespräch selbst darum, von ihm hypnotisiert zu werden, eine Bitte, der dieser natürlich gerne nachkommt. Als er sie nun in der Hypnose fragt, ob sie ihn liebe, antwortet sie mit „ja!“. Von diesem Erfolg ermuntert, will Anatol auch die Frage nach der Treue stellen, doch es zeigt sich, dass er die Wahrheit doch fürchtet und die vorher von ihm so verfluchten Zweifel an der Treue Coras ihm doch wünschenswerter als eine eventuell für ihn und seinen Stolz unangenehme Wahrheit sind.
Egal in welche Worte sein Freund Max die Frage „Bist du mir treu?“ auch kleidet, Anatol findet gegen jede Formulierung Einwände, zweifelt die Verständlichkeit der Frage, schließlich sogar generell die Möglichkeit ihrer Beantwortung an, nur um sie nicht stellen zu müssen. Als Max ihn schließlich entnervt zur Rede stellt und ihn darauf hinweist, dass all die von Anatol vorgebrachten Einwände unsinnig und konstruiert seien, fasst dieser endlich einen Entschluss: Er will seine Geliebte fragen – aber ohne Max, den er deswegen vor die Tür schickt. Mit Cora alleine wird er von seinen Gefühlen überwältigt und weckt sie auf, ohne die Frage gestellt zu haben.
Damit hat Anatol seine Gelegenheit zur „Frage an das Schicksal“ verspielt: Cora stellt klar, dass sie sich nie wieder hypnotisieren lassen wird.

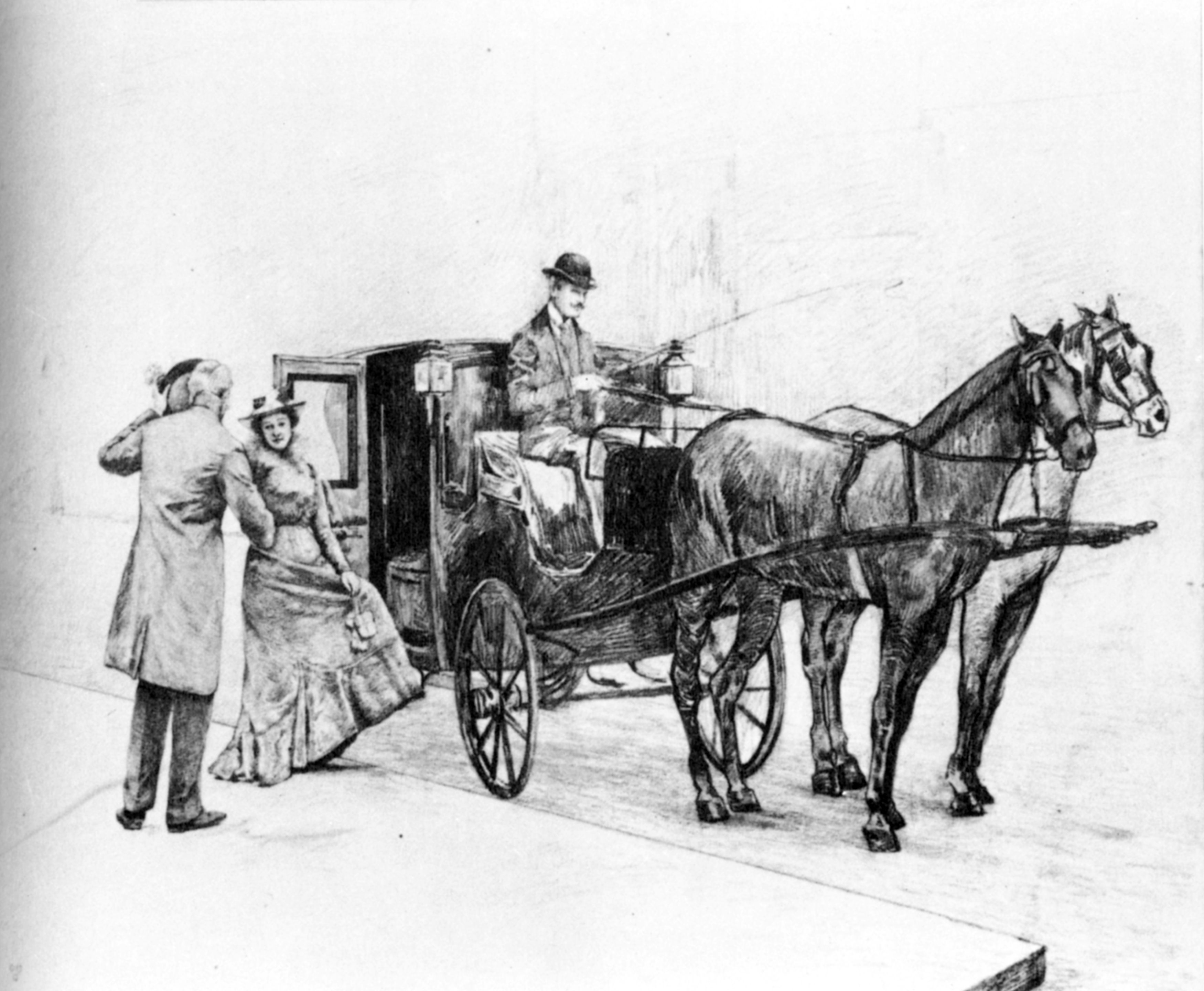
Anatol verabschiedet sich von Gabriele. (Bleistiftzeichnung, Moritz Coschell, 1899)

### Weihnachtseinkäufe
Es ist Heiliger Abend, kurz vor der Bescherung. Anatol sucht in der Stadt ein Geschenk für seine momentane Geliebte und trifft dabei Gabriele. Im Laufe des Gespräches der beiden wird deutlich, dass diese eine ehemalige Geliebte von Anatol ist, die sich ihm aber letztendlich wohl verweigerte und nun selbst Gatten und Kinder hat. Als sie erfährt, dass Anatol ein Geschenk für seine momentane Liebe sucht, bietet sie an, ihm zu helfen, ein Vorschlag, den Anatol auch gerne annimmt. Nachdem sie aber erfahren hat, dass Anatols „süßes Mädel“ eine Frau aus der Vorstadt ist, also einer niederen sozialen Schicht angehört, schlägt ihre Teilnahme schnell in Spott um.
Der Dialog, der sich nun zwischen ihr und Anatol entwickelt, stellt das einfache, natürliche Leben in der Vorstadt dem künstlichen, unverbindlichen Leben des (Groß-)Bürgertums in Wien selbst gegenüber. Gabriele, ein Produkt dieser „großen Welt“ schaut mit Verachtung auf die „kleine Welt“ herunter, in die Anatol sich durch seine Liebschaft flüchtet. Der Grund für diese Flucht ist seine Sehnsucht nach festen Werten wie Wahrheit und reiner Liebe, die er in der „großen Welt“ mit ihrem unverbindlichen Liebesspiel nicht zu finden vermag.
Doch Anatol ist klar, dass dieses Leben in der „kleinen Welt“ nur ein Paradies auf Zeit ist: Er ist selbst völlig in der schillernden, unsteten „großen Welt“ verwurzelt, ist selbst Meister des unverbindlichen Liebesspiels.
Als Schauspieler im Leben, wie all seine Zeitgenossen, streckt er sich nur nach der „kleinen Welt“, ohne in letzter Konsequenz die große zu verlassen. So antwortet er auf Gabrieles Frage, ob er diesem Mädchen in der „kleinen Welt“ „alles sei“ mit den Worten: „Vielleicht … Heute“.
Anatol ist unfähig, sich an das Mädchen, an die kleine Welt zu binden, so sehr er sich nach festen Werten sehnt, er bleibt doch der schillernde Abenteurer, der an einer Bindung in letzter Konsequenz nicht interessiert ist.
Gabriele aber fühlt durch Anatols Sehnsucht nach der „kleinen Welt“ angeregt und nachdenklich gemacht auch eine eigene Sehnsucht nach dem fernen „Zaubergarten“ Anatols Geliebter. So schenkt sie ihm für seine neue Liebe einen Blumenstrauß von einer Dame, „die vielleicht ebenso lieben kann wie sie, die aber den Mut dazu nicht hatte“.

### Episode
Anatol bringt Max einen Karton mit vielen kleinen Päckchen von Briefen und Memorabilia, da er aufs Land gehen, alles hinter sich lassen und sein Leben neu „ordnen“ will. Jedes Päckchen enthält als Aufschrift ein kleines Gedicht, eine Blume, Locke oder etwas, was ihn an die Absenderinnen – es sind dies Anatols verflossene Freundinnen – erinnern soll. Amüsiert sieht Max diesen Kasten durch und findet ein Päckchen mit der Aufschrift „Episode“. Dies ist eine Erinnerung an Bianca, eine Zirkusartistin, mit der Anatol vor mehreren Jahren zwei romantische Abendstunden verbracht hat und an die er sich besonders intensiv, als Stunden tiefster Einsicht in das Wesen von „Liebe“ erinnert: von keiner vor oder nach ihr meint Anatol so geliebt worden zu sein, während ihm, dem Wissenden, schon beim Erleben diese „Episode“ wie in der Erinnerung erschien. Fast mitleidig, dennoch romantisch-verklärt erinnert er sich des Gefühlsgefälles zwischen sich und Bianca und glaubt sich als wahren Zauberer der Liebe, der zu jedem Zeitpunkt durch das Heraufbeschwören der rechten „Stimmung“ „empfinden kann, wo [alle anderen] – nur [genießen]!“ Amüsiert hört Max seinen Freund an, wendet allerdings ein, dass ein solcher „Zauberstrom“, wie ihn Anatol aus sich heraus produzieren kann, das Objekt seiner Stimmungskunst eher vergisst – er, Max, kannte Bianca recht gut und besser als sein Freund, denn sein Interesse an ihr war rationalerer Natur. Kaum hat Anatol seinen Bericht beendet, als Bianca, die auf Tournee wieder einmal in der Stadt ist, sich bei Max einfindet. Begeistert von der Idee, der „Muse“ seiner perfekten Erinnerung wiederzubegegnen und sich in gewisser Weise bestätigt zu sehen, versteckt sich Anatol bei ihrem Eintritt. Doch als er sich nach Kurzem hervorwagt und darauf wartet, überglücklich wiedererkannt zu werden, bleibt die Bestätigung komplett aus: Bianca erkennt den alten Freund nicht, und getroffen verlässt Anatol das Haus. Stellvertretend für seinen Freund Rache nehmend, verweigert Max Bianca zunächst den vertrauten Plauderton alter Tage, wirft das Päckchen mit der Aufschrift „Episode“ ins Feuer und lässt sich nur langsam von Bianca in ein Gespräch über ihre jüngsten Abenteuer verwickeln.

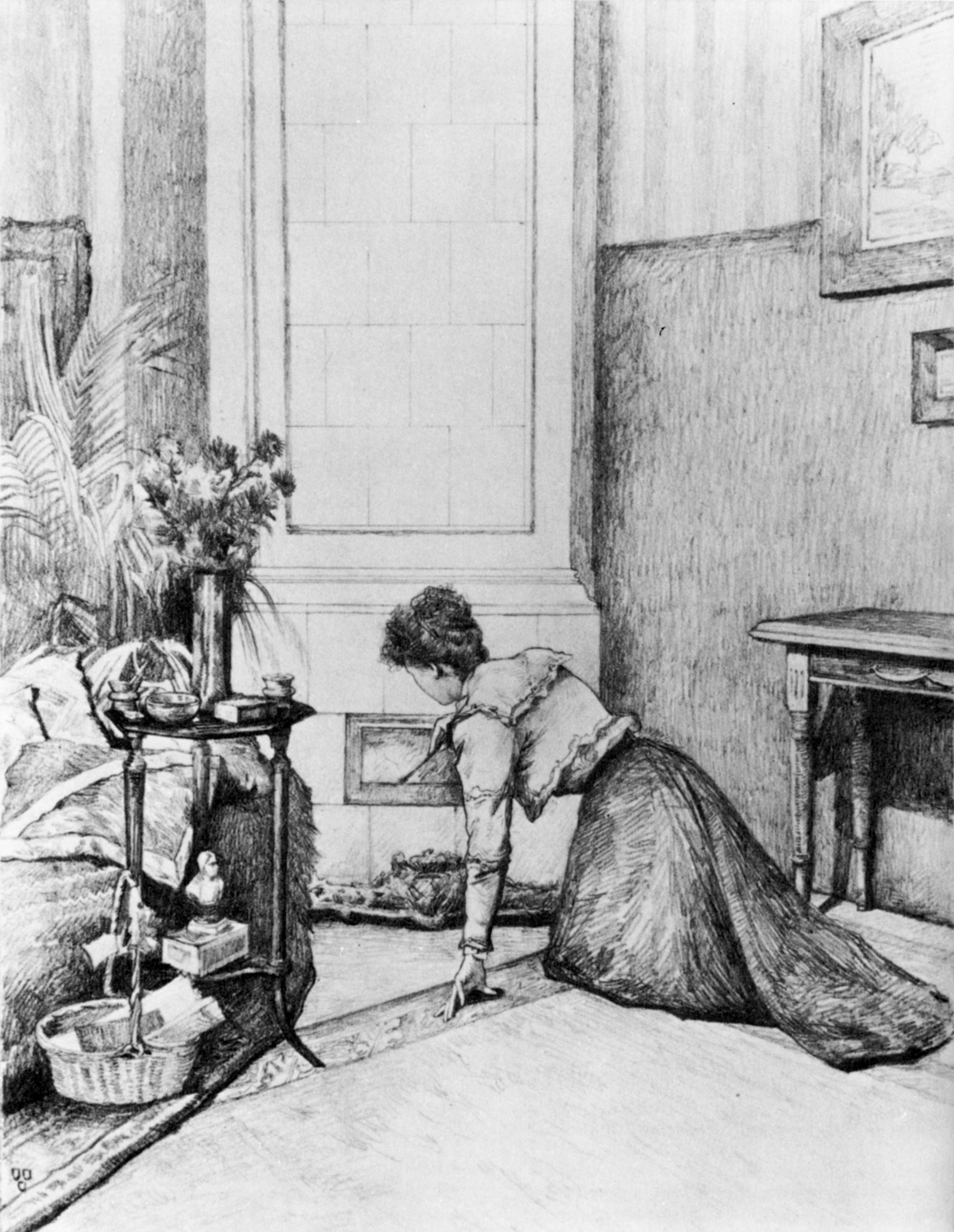
Emilie vor dem Kamin. (Bleistiftzeichnung, Moritz Coschell, 1899)

### Denksteine
Anatol durchstöbert den Schreibtisch von Emilie und findet einen roten Rubin und einen schwarzen Diamanten. Sie hat ihn aufbewahrt, obwohl die beiden alle Erinnerungen an ihre vorherigen Lieben vernichtet hatten. Er befragt sie, und sie antwortet zuerst, dass der Rubin von der Kette ihrer Mutter sei. Das ist aber nicht das Wesentliche, denn sie trug dieses Medaillon an dem Abend ihres ersten Mals. Er fragt weiter, warum sie den anderen schwarzen Stein behalten habe. Sie antwortet, dass er ¼ Million wert sei. Er wirft den Diamanten ins Feuer, und sie versucht ihn mit allen Mitteln wieder aus dem Feuer zu bekommen. Anatol verlässt den Raum mit dem Wort „Dirne“.

### Abschiedssouper
Anatol möchte die Beziehung mit Annie beenden und trifft sich mit Max im Restaurant. Er hat derweil schon eine Andere, die viel bescheidener ist als Annie. Es gibt zwischen Anatol und Annie eine Abmachung, dass, bevor sie sich betrügen, Schluss gemacht wird. Annie kommt ins Restaurant und will mit ihm Schluss machen. Anatol erzählt ihr jedoch von seiner Beziehung und dreht es so, dass er die Beziehung beendet habe. Annie verlässt erbost das Restaurant.

### Agonie
Anatol und Max sind in Anatols Wohnung. Max verlässt das Haus. Else kommt etwas verspätet zu Anatol. Else ist verheiratet und betrügt ihren Ehemann mit Anatol. Anatol möchte sie für sich alleine haben, mit ihr wegziehen. Doch Else möchte das nicht und muss wieder weg. Sie vertröstet ihn auf morgen.

### Anatols Hochzeitsmorgen

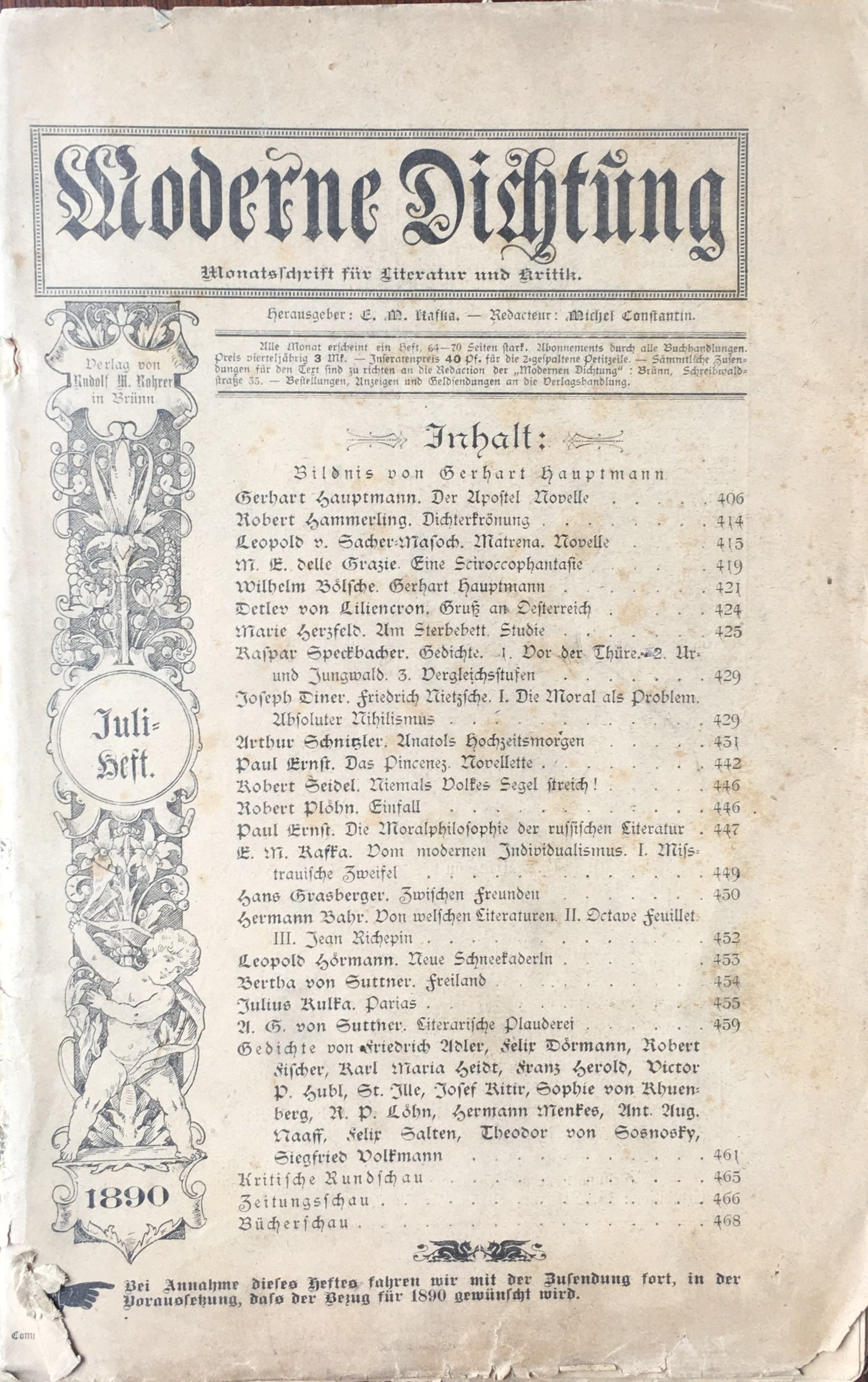
Titelblatt des Erstdrucks von Anatols Hochzeitsmorgen in der Modernen Dichtung, 1. Juli 1890

Anatol soll heiraten und hat am Vortag seinen Junggesellenabschied gefeiert. Ilona liegt noch im Bett. Zuerst sagt er ihr, dass er zu Freunden gehe und sie nicht mitkommen könne. Dann gesteht er ihr jedoch, dass er zu einer Hochzeit fährt. Anatol verlässt das Haus und fährt zu seiner Hochzeit. Sie schwört Rache, aber Max beruhigt sie.

## Interpretation
Anatol sieht nach außen hin wie ein glücklicher Mensch mit vielen Liebschaften aus. Betrachtet man ihn jedoch genauer, so fällt auf, dass er von den Ängsten vor einer Partnerschaft getrieben wird und es nie zu einer richtigen Partnerschaft kommt. Frauenheldentum wird nicht als positive Eigenschaft beschrieben, sondern ruft Beziehungsunfähigkeit und Angst vor Untreue hervor. Die männlichen Eitelkeiten werden in diesem Stück immer wieder verletzt und beeinflussen Anatol in seinem Denken und Handeln.
Insgesamt fällt auf, dass sich die Art der Beziehung Anatols zu den Frauen im Verlaufe des Stücks von Episode zu Episode wandelt:
In der ersten Episode hat er noch effektiv die Möglichkeit zu einer „Frage an das Schicksal“, zur Entdeckung der Wahrheit: Seine Geliebte ist hypnotisiert, Anatol ist tatsächlich in gewissem Sinne der „Gott“, als der er sich fühlt: Die Macht der Erkenntnis ist ihm gegeben, dass er sie nicht nutzt, liegt einzig und allein in ihm selbst begründet: Er wagt die Frage nicht zu stellen, aus Stolz und „weil [ihm seine] Phantasie doch tausendmal wichtiger ist als die Wahrheit“.
Diese quasi allmächtige Stellung Anatols wandelt sich durch das Stück immer mehr: In den „Episoden“ wird er schon nicht mehr erkannt, während des „Abschiedssoupers“ wehrt sich Annie gegen Anatols Versuch, seine Handlungsinitiative, sein Recht auf alleinige Gestaltung der Beziehung durchzusetzen, am „Hochzeitsmorgen“ ist die anfängliche Stellung des Helden völlig in ihr Gegenteil verkehrt:
Hier ist Anatol seiner Geliebten völlig ausgeliefert: Sie könnte die geplante Hochzeit platzen lassen, könnte damit seine weitere – wenn auch vielleicht nur momentane – Lebensplanung völlig sabotieren, Anatol kann nichts sagen oder tun, um die Krise zu lösen.
Bezeichnenderweise wird es auch nicht mehr Anatol sein, der den Konflikt löst: Max muss helfen und die Sache im Sinne Anatols in Ordnung bringen, und zwar nachdem dieser die Bühne mit einem „Ach!“ endgültig verlassen hat.
Im ersten Akt will er Cora hypnotisieren, um herauszufinden, ob sie ihm gegenüber untreu sei. Er hat jedoch Angst vor der Wahrheit und bricht die Hypnose ab. Anatol verdrängt seine Ängste. Dies ist laut Sigmund Freud einer der Wege ins Unbewusste. Dies führt normalerweise zu Neurosen und Psychosen.
Vielleicht ist ja Max der echte Frauenheld in diesem Stück, er erzählt es jedoch nicht.
Anatols Größenwahn: Dieser Akt sollte eigentlich der finale Akt für Anatol werden, wurde jedoch dann von Anatols Hochzeitsmorgen abgelöst. Er zeigt Anatol als gealterten Mann, der noch immer nicht mehr im Leben erreicht hat.
Prolog: Der Prolog soll die Stimmung darstellen, die auch in Anatol herrscht. Dies ist die Oberflächlichkeit und die Welt als Theater, in der sich die Leute gegenseitig etwas vorspielen.

## Verfilmung
1921 wurde das Stück von Cecil B. DeMille unter dem Titel The Affairs of Anatol (deutscher Titel: Anatol, der Frauenretter) mit Wallace Reid und Gloria Swanson in den Hauptrollen verfilmt.

## Ausgaben

### Erstdrucke (chronologisch)
- Episode. In: An der Schönen Blauen Donau, Jg. 4, H. 18, [15. September 1889], S. 424–426. (online)
- Die Frage an das Schicksal. In: Moderne Dichtung, Bd. 1, H. 5, 1. Mai 1890, S. 299–306 (online)
- Anatols Hochzeitsmorgen. In: Moderne Dichtung, Jg. 1, Bd. 2, H. 1, 1. Juli 1890, S. 431–442 (online)

### Erstausgabe
Arthur Schnitzler: Anatol. Verlag des Bibliographischen Bureaus, Berlin 1893. (Digitalisat und Volltext im Deutschen Textarchiv)

### Historisch-kritische Ausgabe
- Anatol. Historisch-kritische Ausgabe. Hg. von Evelyne Polt-Heinzl und Isabella Schwentner unter Mitarbeit von Gerhard Hubmann. Berlin, Boston: De Gruyter 2012, ISBN 978-3-11-027343-4.

## Belege
1. ↑  http://www.zeno.org/Literatur/M/Schnitzler,+Arthur/Dramen/Anatol
2. ↑  Die folgende Tabelle folgt: A. S.: Anatol. Historisch-kritische
Ausgabe. Hg. von Evelyne Polt-Heinzl und Isabella Schwentner unter
Mitarbeit von Gerhard Hubmann. Berlin, Boston: De Gruyter 2012, S. 4.